# التأثير البيئي لصناعة الصخر الزيتي

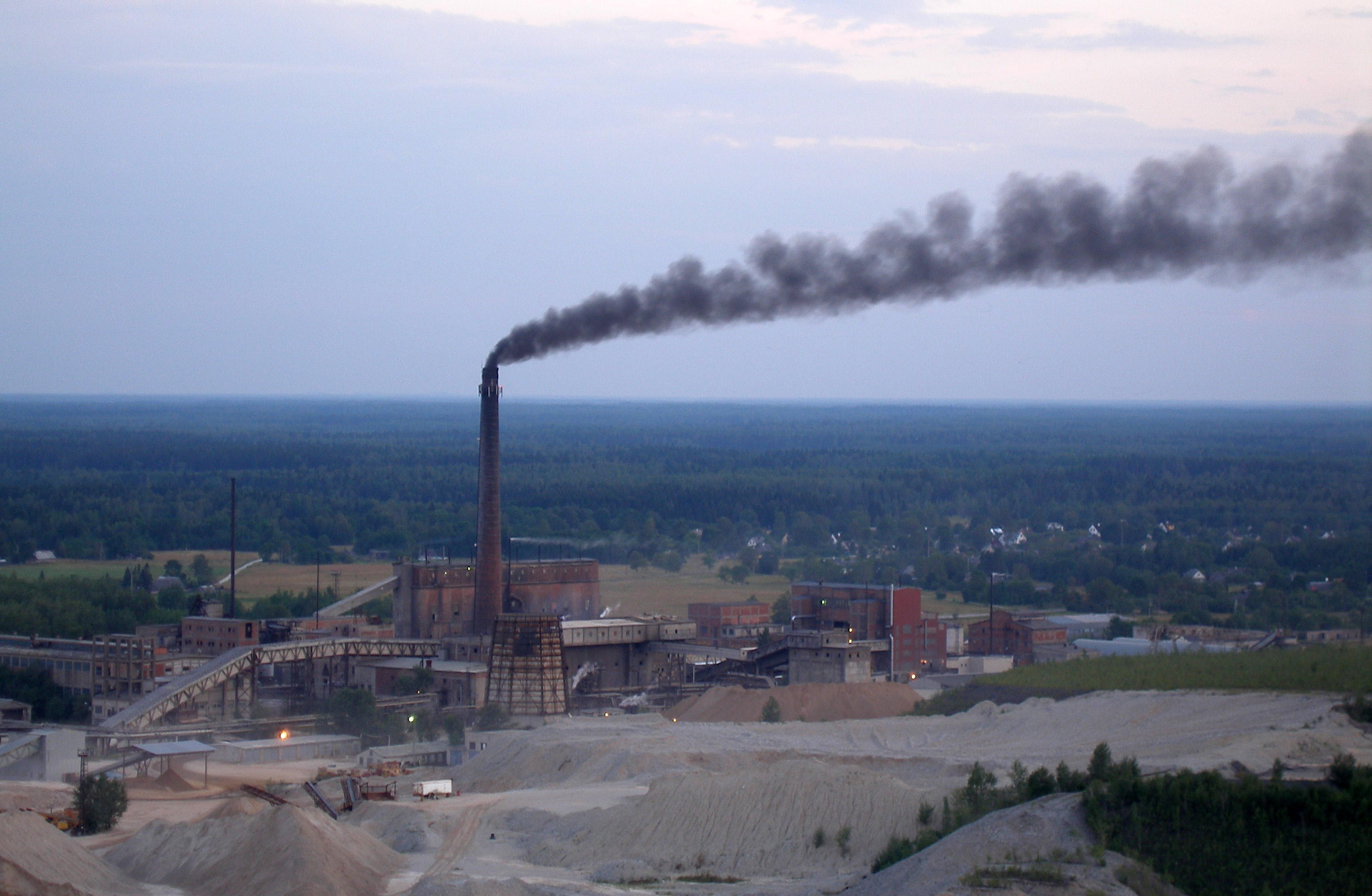

يعالج التأثير البيئي لصناعة الصخر الزيتي قضايا مثل استخدام الأراضي وإدارة المخلفات وتلوث المياه والهواء الناجم عن استخراج ومعالجة الصخر الزيتي. يؤدي الاستخلاص السطحي لرواسب الصخر الزيتي إلى التأثيرات البيئية المعتادة للتنقيب ضمن الحفر المكشوفة. إضافة إلى ذلك، يولِّد الاحتراق والمعالجة الحرارية مخلّفاتٍ يجب التخلص منها وانبعاثات ضارة في الغلاف الجوي، تحتوي هذه الانبعاثات على ثاني أكسيد الكربون وهو أحد غازات الدفيئة الرئيسية. إن عمليات التحويل التجريبية في الموقع وتقنيات احتجاز وتخزين الكربون قد تقلل بعض هذه المخاوف في المستقبل، ولكنها قد تثير مخاوف أخرى مثل تلوث المياه الجوفية.

## الاستخلاص السطحي والتقطير

### استخدام الأرض وإدارة المخلفات
يتطلب الاستخلاص السطحي والمعالجة في الموقع استخدامًا واسعًا للأرض. كما يفرض ألّا تستخدم الأراضي بالأشكال التقليدية، وبالتالي ينبغي تجنب المناطق الكثيفة السكان. يقلل استخراج الصخر الزيتي من تنوع النظام البيئي الأصلي في الموائل التي تدعم مجموعة متنوعة من النباتات والحيوانات. بعد نهاية العمل يجب أن تستصلح الأرض. ومع ذلك، فإن هذه العملية تستغرق وقتًا طويلًا ولا يمكنها بالضرورة إعادة تأسيس التنوع البيولوجي الأصلي للمكان. إنّ تأثير الاستخلاص الموضعي (تحت الأرض) على المناطق المحيطة أقل من تأثير الاستخلاص ضمن الحفر المفتوحة. ومع ذلك فقد يتسبب الاستخلاص الموضعي أيضًا في هبوط السطح بسبب انهيار منطقة مستخدمة وانجرافات الأحجار المتروكة.
يحتاج التخلص من مخلفات الاستخراج وبقايا الصخر الزيتي ورماد الاحتراق إلى استخدام إضافي للأراضي. وفقًا لدراسة المجلس الاستشاري لعلوم الأكاديميات الأوروبية فإنّ المخلّفات الناجمة عن عملية المعالجة تشكل حجمًا أكبر من المادة المستخرجة. وبالتالي لا يمكن التخلص منها بشكل كامل تحت الأرض. ما يعني أنّ إنتاج برميل من النفط الصخري يمكن أن يولّد نحو 1.5 طن من بقايا الصخر الزيتي. وهذا يشغل حجمًا أكبر بنسبة تصل إلى 25% من الصخر الأصلي. لكنّ هذه النتائج لم تؤكد من قبل صناعة الصخر الزيتي في إستونيا، حيث أدت عملية الاستخلاص والمعالجة لما يقرب المليار طن من الصخر الزيتي في إستونيا إلى خلق نحو 360 إلى 370 مليون طن من المخلفات الصلبة، من بينها 90 مليون طن من مخلفات الاستخلاص، و70-80 مليون طن من بقايا الصخر الزيتي، و200 مليون طن من رماد الاحتراق.
قد تحتوي المخلفات على عدة ملوثات بينها الكبريتات والفلزات الثقيلة والهيدروكربونات العطرية متعددة الحلقات (بّي إيه إتش إس)، بعض هذه المواد سامة ومسرطنة. ويتم التخلص من المخلفات الصلبة الناتجة عن عملية المعالجة الحرارية في مكبٍّ مفتوح (دفن النفايات أو التكديس)، وليس تحت الأرض وذلك لتجنب تلوث المياه الجوفية. نظرًا لأنّ بقايا الصخر الزيتي تتكوّن من المعادن بالإضافة إلى نحو 10٪ من المواد العضوية فهي قد تشكل خطراً على البيئة بسبب رشح المركبات السامة بالإضافة إلى إمكانية الاشتعال الذاتي.

### إدارة المياه
يؤثر الاستخلاص على نمط جريان المياه في المنطقة المتأثرة. في بعض الحالات يتطلب الأمر خفض مستويات المياه الجوفية إلى ما تحت مستوى طبقة الصخر الزيتي، مما قد يحمل آثارًا ضارة على الأراضي الصالحة للزراعة والغابات المحيطة بها. في إستونيا يجب ضخ 25 مترًا مكعبًا من المياه من منطقة الاستخلاص لكل متر مكعب من الصخر الزيتي المستخلص. وفي الوقت نفسه تحتاج المعالجة الحرارية للصخر الزيتي إلى المياه من أجل تبريد المنتجات الساخنة والتحكم في الغبار. تعتبر المخاوف المتعلّقة بالمياه قضية حساسة بشكل خاص في المناطق القاحلة، مثل الجزء الغربي من الولايات المتحدة وصحراء النقب الإسرائيلية، حيث توجد خطط لتوسيع صناعة الصخر الزيتي. اعتمادًا على التكنولوجيا يستخدم التقطير السطحي (فوق الأرض) بين واحد وخمسة براميل من الماء لكل برميل من النفط الصخري المنتج. ووفقًا لأحد التقديرات تستخدم المعالجة في الموقع نحو عُشر كمية المياه المستخدمة.
تمثل المياه العامل الرئيسي لنقل ملوثات صناعة الصخر الزيتي. تتمثل إحدى القضايا البيئية في منع رشح المواد الضارة من بقايا الصخر إلى إمدادات المياه. تترافق معالجة الصخر الزيتي بتشكل مياه معالجة ومياه صرف تحتوي على الفينولات والقطران والعديد من المنتجات الأخرى، وهي قابلة للفصل وسامة على البيئة. وقد ذكر بيان الأثر البيئي البرامجي لعام 2008 الصادر عن مكتب إدارة الأراضي في الولايات المتحدة أنّ عمليات الاستخلاص السطحي والتقطير تنتج ما بين 2 إلى 10 غالون أمريكي من مياه الصرف لكل طن قصير (0.91 طن) من الصخر الزيتي المعالج.

### إدارة تلوث الهواء
إنّ محطات طاقة الوقود الأحفوري هي سبب رئيسي لتلوث الهواء، وينتج عنها انبعاثات من المنتجات الغازية مثل أكسيد النيتروجين وثاني أكسيد الكبريت وكلوريد الهيدروجين، بالإضافة إلى المواد المحمولة جوًاً (الرماد المتطاير). وهو يشتمل على جزيئات من أنواع مختلفة (الكربونية وغير العضوية) وبأحجام مختلفة. يعتمد تركيز ملوثات الهواء في غاز المداخن بشكل أساسي على تقنية الاحتراق ونظام الاحتراق، في حين تُحدد انبعاثات المواد الصلبة بكفاءة أجهزة التقاط الرماد المتطاير.
يؤدي التخلص من بقايا الصخر الزيتي بشكل مكشوف إلى انتشار الملوثات بالإضافة إلى النواقل المائية أيضًا عن طريق الهواء (الغبار).
هناك روابط محتملة بين التواجد في منطقة للصخر الزيتي وبين زيادة خطر الإصابة بالربو وسرطان الرئة مقارنة بالمناطق الأخرى.

### انبعاثات غازات الدفيئة
إنّ انبعاثات ثاني أكسيد الكربون الناتجة عن إنتاج الصخر الزيتي والغاز الصخري أعلى من إنتاج النفط التقليدي ويحذر تقرير للاتحاد الأوروبي من أنّ القلق العام المتزايد بشأن الآثار الضارة للاحتباس الحراري قد يؤدي إلى معارضة تطوير الصخر الزيتي. 
تنشأ الانبعاثات من عدة مصادر. وتشمل غاز ثاني أوكسيد الكربون المنطلق من تحلل الكيروجين والكربونات في عملية الاستخراج، وتوليد الطاقة اللازمة لتسخين الصخر الزيتي وفي عمليات معالجة النفط والغاز الأخرى، والوقود المستخدم في استخراج الصخور والتخلص من المخلفات. ونظرًا لاختلاف التركيب المعدني والقيمة الحرارية لرواسب الزيت الصخري على نطاق واسع، فإن القيم الفعلية تختلف اختلافًا كبيرًا. في أحسن الأحوال ينتج عن الاحتراق المباشر لصخر الزيتي انبعاثات كربون مماثلة لتلك الناتجة عن أدنى أشكال الفحم، اللغينيت (الفحم البني)، وهو مصدر للطاقة مثير للجدل أيضًا بسبب مستويات انبعاثاته العالية. بالنسبة لتوليد الطاقة واستخراج النفط فيمكن تقليل انبعاثات ثاني أكسيد الكربون عن طريق الاستخدام الأفضل للحرارة المهدرة من تيارات الإنتاج.

## المعالجة في الموقع
في الوقت الحالي تعد معالجة الصخر الزيتي ضمن الموقع هي الأكثر جاذبية لكونها تقلل من المشكلات البيئية السطحية المعتادة. ومع ذلك تحمل هذه العمليات مخاطر بيئية كبيرة محتملة على طبقات المياه الجوفية، خاصة وأنّ الأساليب المتبعة للاستخراج في الموقع قد تتطلب وضع تغطية جليدية أو أيّ شكل آخر من العوائق لتقييد تدفق النفط الناتج حديثًا إلى طبقات المياه الجوفية. ومع ذلك بعد إزالة جدار التجميد يمكن أن تتسبب هذه الأساليب في تلوث المياه الجوفية مع زيادة التوصيل المائي للصخر المتبقي ما يسمح للمياه الجوفية بالتدفق وتسرب الأملاح من المياه الملوثة حديثًا.